# Michal Reiman
Michal Reiman (14. července 1930 Moskva – 10. března 2023 Berlín) byl český historik, specializující se na komunistický totalitarismus a politické dějiny SSSR.

## Život
Po obsazení Československa Hitlerovými jednotkami emigroval se svou matkou do Sovětského svazu, kde setrval po celou válku. Po studiu historie na univerzitě v Moskvě se vrátil do Československa, kam jej následovala i jeho pozdější žena Tamara. Jako docent československých dějin působil na Vysoké škole politické v Praze. Jeho kniha o ruské revoluci, vydaná v roce 1967, vyvolala vlnu tvrdé kritiky v Československu i v SSSR. Za své proreformní politické aktivity v době pražského jara jej postihl zákaz povolání. V roce 1976 emigroval do SRN, kde se angažoval ve skupině Listy, podporující československé opoziční hnutí. Jako profesor působil na Svobodné univerzitě v Berlíně a v letech 1995–2010 na FSV UK v Praze.

## Knižní publikace
- Seznam děl v Souborném katalogu ČR, jejichž autorem nebo tématem je Michal Reiman
- Z prvních dob českého dělnického hnutí, Praha: SNPL 1958.
- Boj za vytvoření dělnického hnutí v našich zemích, Praha: SNPL 1960.
- Ruská revoluce: 23. únor–25. říjen 1917, Praha: Naše vojsko 1967.
- Die Geburt des Stalinismus. Die UdSSR am Vorabend der zweiten Revolution, Frankfurt nad Mohanem.: Europäische Verlagsanstalt 1979.
- Lenin, Stalin, Gorbačev. Kontinuität und Brüche in der sowjetischen Geschichte, Hamburg: Junius 1987.
- O komunistickém totalitarismu a o tom, co s ním souvisí, Praha: Karolinum 2000.
- Rusko jako téma a realita doma a v exilu. Vzpomínky na léta 1968–1989, Praha: Ústav pro soudobé dějiny AV ČR 2008.
- Zrod velmocí. Dějiny Sovětského svazu 1917–1945, Praha: Karolinum 2013. (s kolektivem)
- About Russia, its revolutions, its development and its present, Frankfurt nad Mohanem: Peter Lang 2016.